# Colombia en los Juegos Paralímpicos de París 2024
Colombia participó en los Juegos Paralímpicos de París 2024. El responsable del equipo paralímpico es el Comité Paralímpico Colombiano, así como las federaciones deportivas nacionales de cada deporte con participación.La nación obtuvo 28 medallas (7 de oro, 7 de plata y 14 de bronce).

## Medallistas
El equipo paralímpico colombiano obtuvo las siguientes medallas:
| Nombre                    | Deporte                   | Evento                          |
| ------------------------- | ------------------------- | ------------------------------- |
| Oro                       |                           |                                 |
| Karen Palomeque           | Atletismo                 | 100 m T38 femenino              |
| Karen Palomeque           | Atletismo                 | 400 m T38 femenino              |
| Érica María Castaño       | Atletismo                 | Disco F55 femenino              |
| José Gregorio Lemos       | Atletismo                 | Jabalina F38 masculino          |
| Mauricio Valencia         | Atletismo                 | Peso F34 masculino              |
| Jhon Obando               | Atletismo                 | 400 m T20 masculino             |
| Leidy Chica Edilson Chica | Bochas                    | Dobles BC4 mixto                |
| Plata                     |                           |                                 |
| Mauricio Valencia         | Atletismo                 | Jabalina F34 masculino          |
| Edilson Chica             | Bochas                    | Individual BC4 masculino        |
| Nelson Crispín            | Natación                  | 50 m mariposa S6 masculino      |
| Nelson Crispín            | Natación                  | 100 m braza SB6 masculino       |
| Nelson Crispín            | Natación                  | 200 m estilos SM6 masculino     |
| Carlos Serrano            | Natación                  | 50 m libre S7 masculino         |
| Carlos Serrano            | Natación                  | 50 m mariposa S7 masculino      |
| Bronce                    |                           |                                 |
| Darian Faisury Jiménez    | Atletismo                 | 100 m T38 femenino              |
| Xiomara Saldarriaga       | Atletismo                 | Disco F38 femenino              |
| Karen Palomeque           | Atletismo                 | Salto de longitud T38 femenino  |
| Juan Alejandro Campas     | Atletismo                 | 100 m T38 masculino             |
| Juan Alejandro Campas     | Atletismo                 | 400 m T38 masculino             |
| Buinder Bermúdez          | Atletismo                 | 400 m T13 masculino             |
| Diego Meneses             | Atletismo                 | Jabalina F34 masculino          |
| Jhon Obando               | Atletismo                 | Salto de longitud T20 masculino |
| José Gregorio Lemos       | Atletismo                 | Salto de longitud T38 masculino |
| Leidy Chica               | Bochas                    | Individual BC4 femenino         |
| Paula Ossa                | Ciclismo en ruta          | Ruta C4-5 femenino              |
| Juan José Betancourt      | Ciclismo en ruta          | Ruta T1-2 masculino             |
| Fabio Torres              | Levantamiento de potencia | –97 kg masculino                |
| Carlos Serrano            | Natación                  | 100 m braza SB8 masculino       |